# Csíksomlyói búcsú

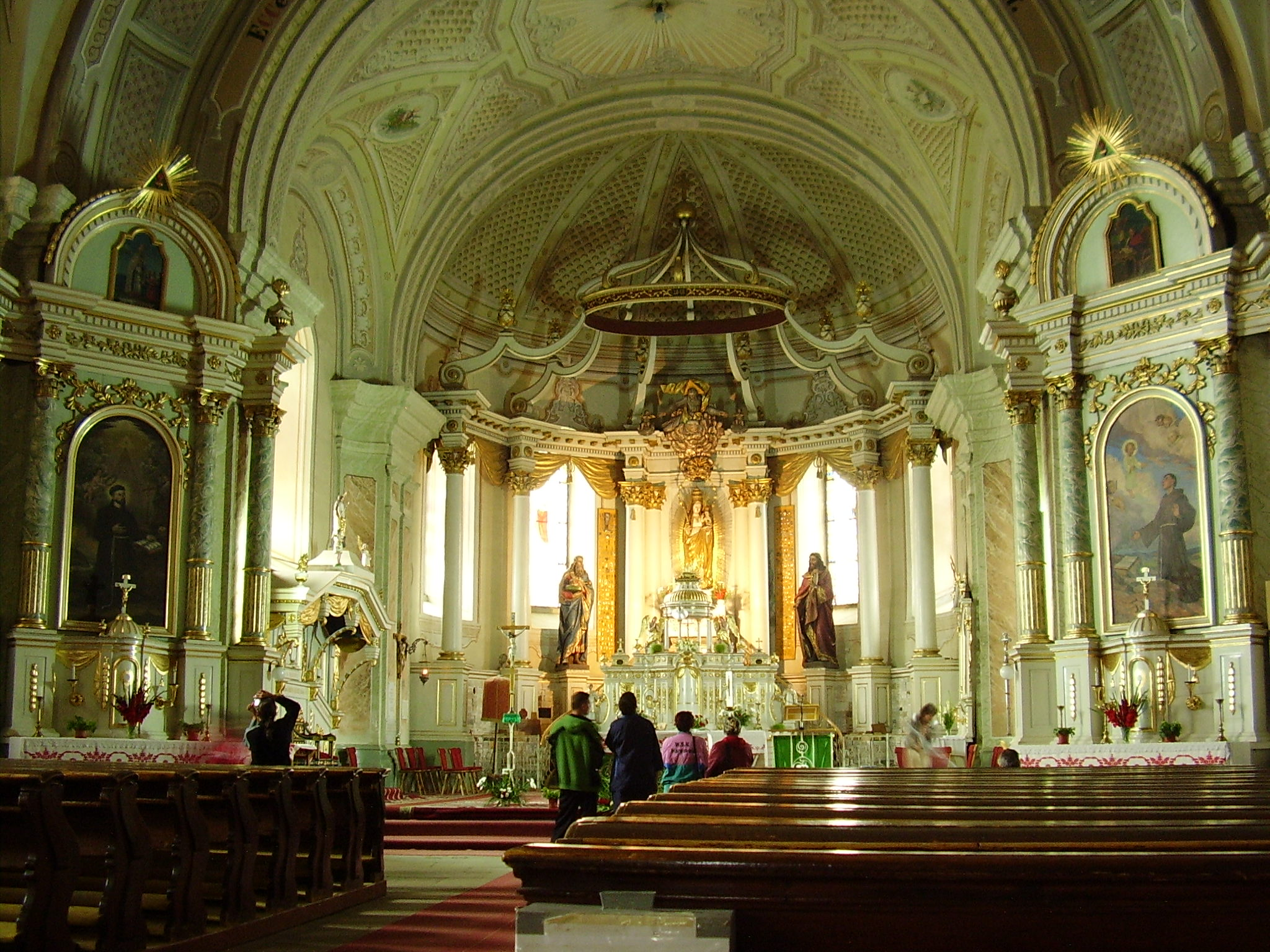
A kegytemplom belső tere a kegyszoborral

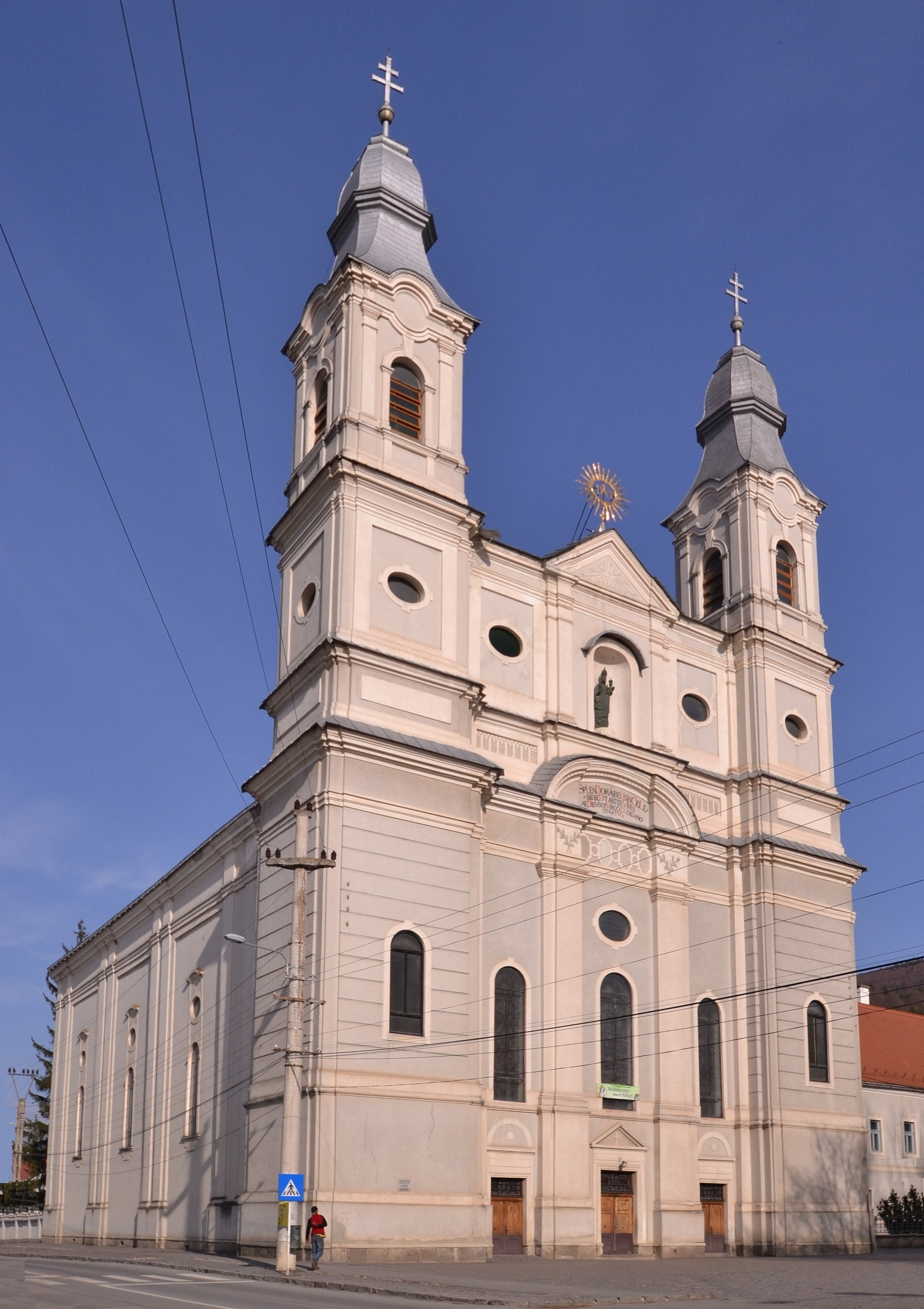
A csíksomlyói kegytemplom

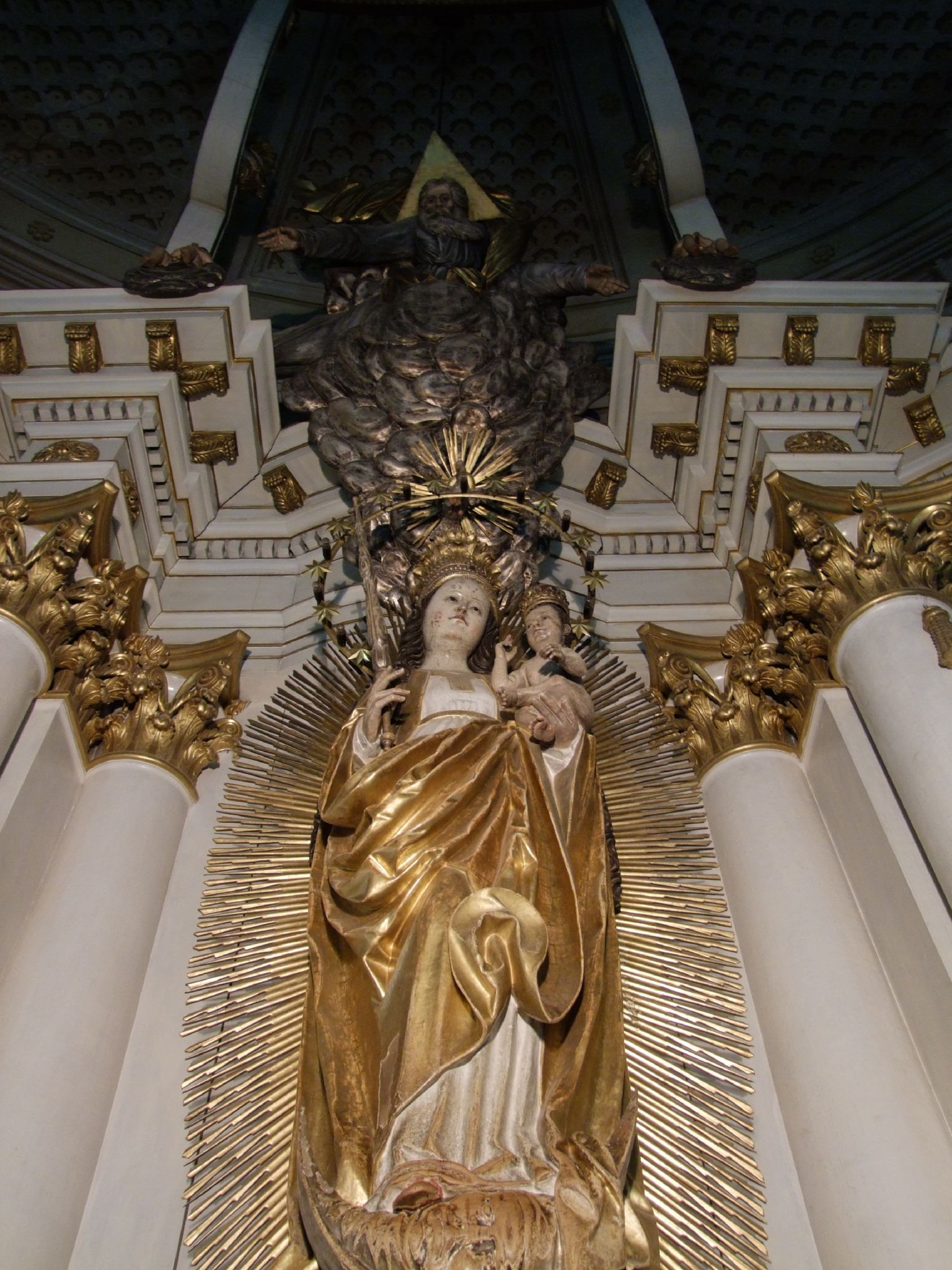
Gyönyörű nevet adtak a csíkiak és a csángók a csíksomlyói kegyszobornak: „Babba Mária, a napba öltözött Boldogasszony”

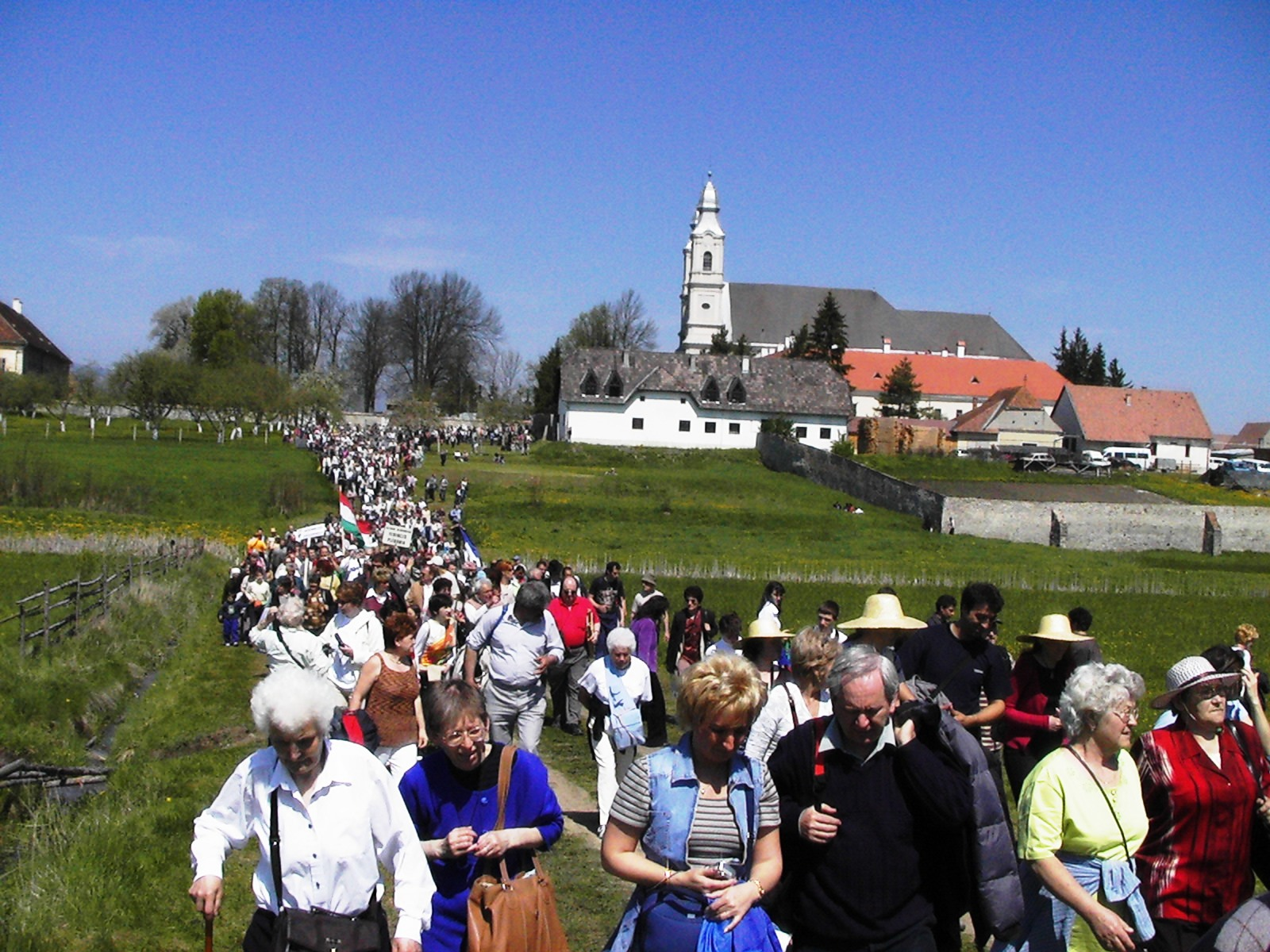
Csíksomlyói zarándokok

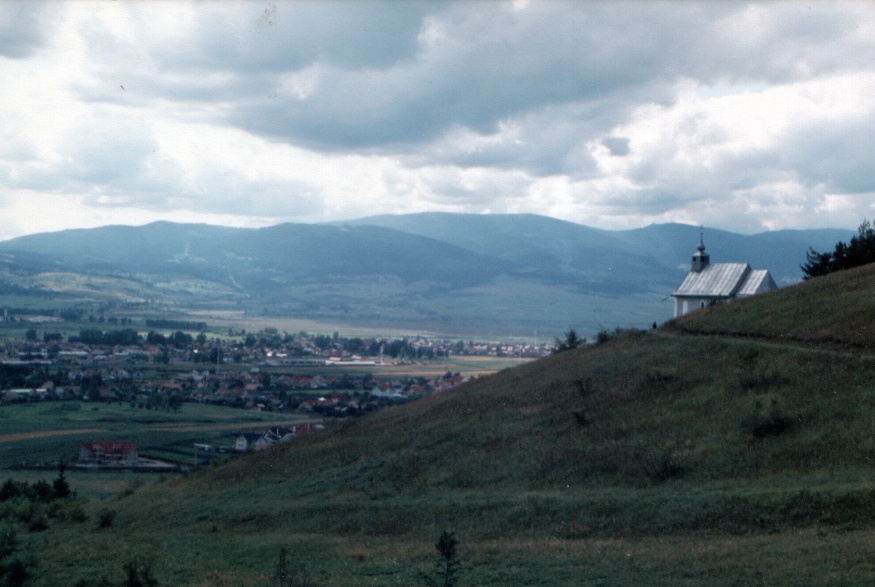
A Szent Antal-kápolna

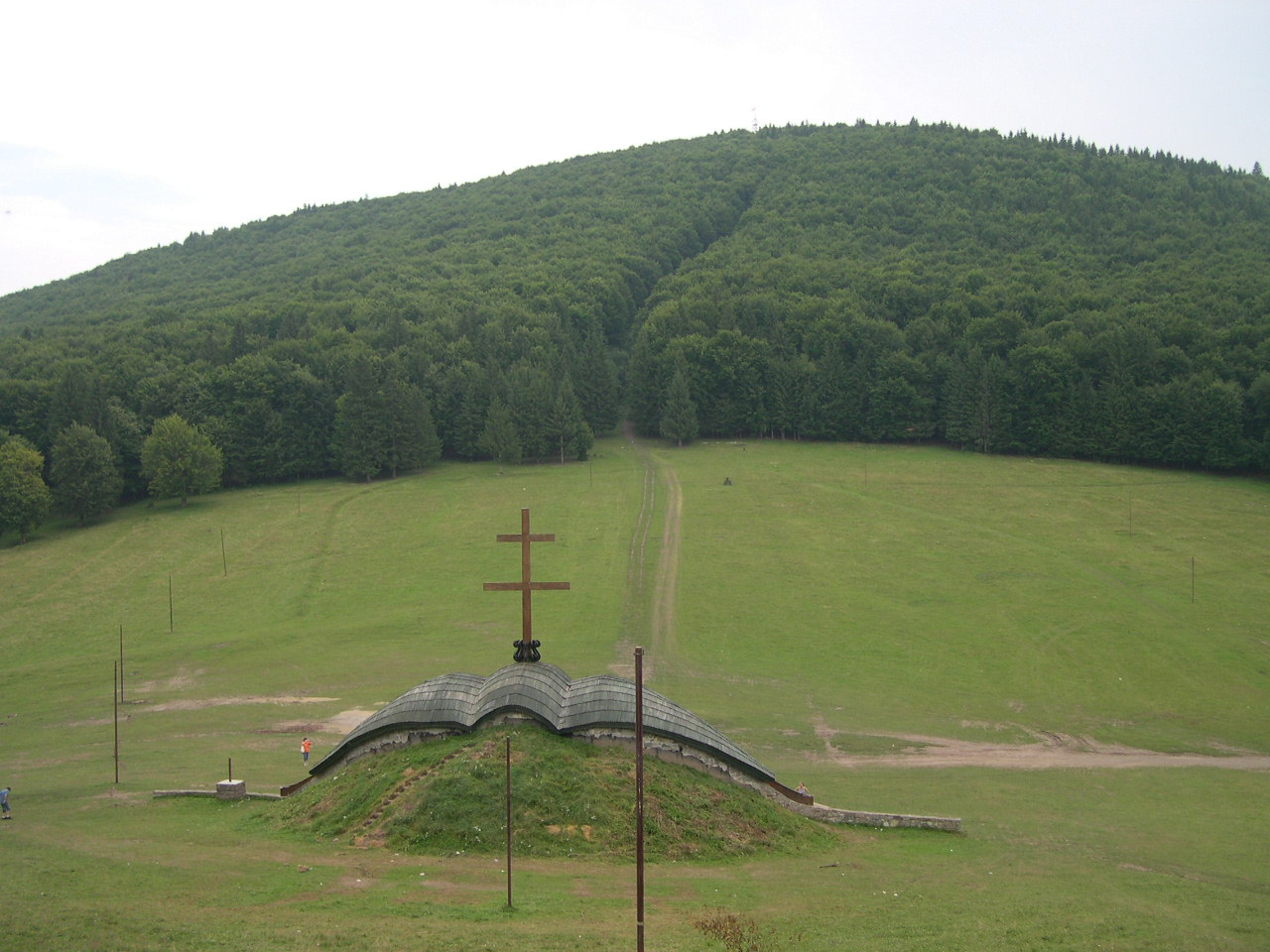
A csíksomlyói búcsús mise helyszíne. A szabadtéri oltárt Makovecz Imre tervezte

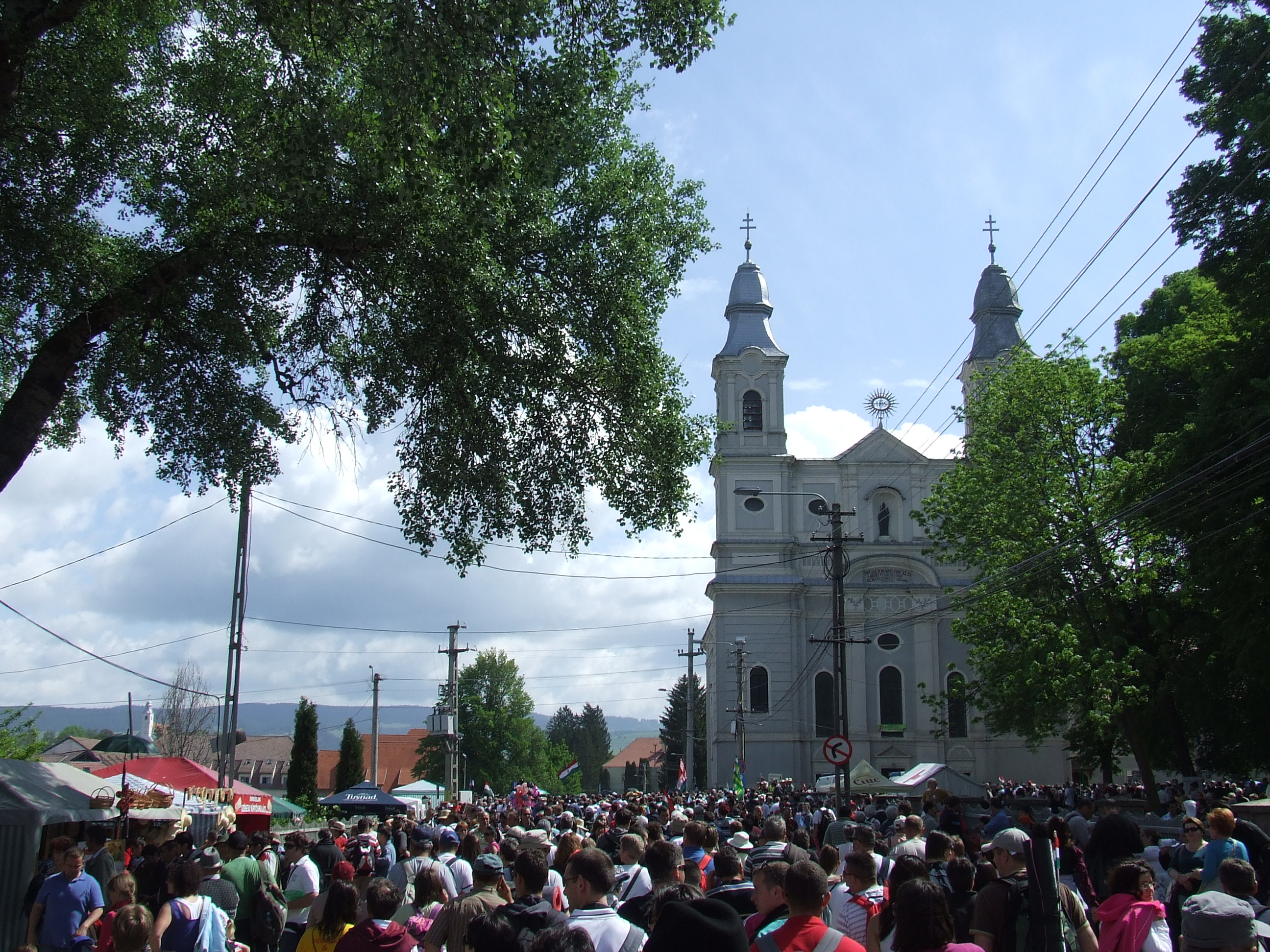
Búcsús zarándokok a kegytemplom előtt

A csíksomlyói búcsú a székelyek középkori eredetű fogadalmi zarándoklata, amely 1990-től kezdődően mára már az összmagyarság legjelentősebb keresztény eseményévé vált[forrás?]. A magyar katolikus és keresztény hívők által minden év pünkösdjén, több százezer résztvevő jelenlétében megtartott búcsú az erdélyi Csíksomlyó kegytemplomában és szabadtéri szentmise a közeli Kissomlyó-hegy és a Nagysomlyó-hegy közötti nyeregben.
A római katolikus egyház hívei Csíksomlyón teljes búcsút nyerhetnek, ugyanis az a bűneit megvalló és bűnbánatot tanúsító hívő, aki a gyónás szentségének kegyelmi állapotában meglátogatja a kegyhelyet és ott meghallgatja a szentmisét, az elnyeri a bűnei megbocsátása után visszamaradt büntetések teljes elengedését is.
A ferences rend obszerváns ága által alapított Mária-kegyhely templomában van elhelyezve a híres kegyszobor, a sugárkoszorúval övezett Mária, aki a földgömbön és a holdsarlón áll, feje körül tizenkét csillagból álló glória. A holdsarlón egy emberarc van. Jobb kezében királynői jogart, baljában a gyermek Jézust tartja, mindkét szoboralak fejét korona díszíti. A 227 cm-es, aranyozott, festett hársfa szobor eredetileg egy szárnyasoltár központi alakja lehetett. A kegyszobor keletkezésének időpontja a 16. század eleje.
Az 1990-es évekre a kegytemplom és a körülötte lévő térség nem tudta már befogadni a több százezerre duzzadt búcsúsok tömegét. Ezért 1993-ban oltáremelvényt építettek a hegy nyergében és azóta oda irányítják a keresztaljákat (kereszt alatt vonuló, templomuk zászlója és a településük nevét jelző felirat mögé felsorakozó zarándokcsoportokat) és a világ különböző részeiből érkező hívők csoportjait.

## Története
A csíksomlyói búcsú története 1444-ig nyúlik vissza, amikor IV. Jenő pápa körlevélben buzdítja a híveket, hogy a ferences rend segítségére legyenek a templomépítésben. Az elvégzett munkáért cserébe búcsút engedélyezett. A levélben a pápa is megemlíti, hogy a hívek nagy sokasága szokott összejönni ájtatosságnak okából és gyakorta nem szűnik meg Máriát tisztelni. A székely nép Mária-tisztelete valószínűleg régibb időkig megy vissza, a „napba öltözött asszony” már a kereszténység felvétele óta a nép fő pártfogója és imáinak tárgya lehetett. 1345-ben „a székelyek által legyőzött tatárok akként nyilatkoztak, hogy őket nem a székelyek győzték le, hanem a székelyek élén egy nagy lovon ülő és a kezében bárdot tartó lovag (Szent László király), aki felett egy gyönyörű koronás szép királynő (Szűz Mária) lebegett”.
A búcsújárás egyik hagyománya az erdélyi katolikusok emlékezetében egy legendás csatával függ össze, amikor is 1567-ben János Zsigmond erdélyi fejedelem (aki római katolikus hitben nevelkedett, majd előbb lutheránus, később református hitre tért, halála előtt pedig az unitárius vallás és a szentháromság-tagadás hívévé vált.) Csík, Gyergyó és Kászon katolikus lakosságát erőszakkal akarta volna az antitrinitárius unitárius hitre téríteni. A legenda szerint 1567 pünkösd szombatján János Zsigmond nagy sereggel érkezett Csíkba, hogy érvényt szerezzen akaratának. A katolikusok István gyergyóalfalvi plébános vezetésével pünkösd szombatján gyülekeztek Csíksomlyón. A Tolvajos-tetői  ütközet alatt az asszonyok, a gyermekek és az öregek a csíksomlyói templomban imádkoztak, kérték Babba Mária (a Szűzanyát ma is így nevezik a csángók) közbenjárását, segítségét. A hagyomány szerint legyőzik a fejedelem seregét, azóta e győzelem emlékére rendezik meg minden évben a pünkösdi búcsút.
A hargitai csata leírásának forrásául leggyakrabban id. Cserey Farkas 1780-ból való munkájára szoktak hivatkozni, melynek címe Geographia Mariana Regni Hungariae. Cserey Farkas munkáját eddig legpontosabban 1862-ben Nagy Imre idézte A csíksomlyói tanoda és nevelde című írásának egy jegyzetében, a gyulafehérvári püspöki levéltárban őrzött eredetiből.
„A székelyek, amióta a scithiai pogányságból kitértek, mindekkorig a sokrendbeli bajok, veszedelmes idők és a fejedelmek változása között is az igaz hitben megmaradtak. Elfajulván tőle Blandrata György dögletes tudománya után az ifjú János király, arra vetemedik, hogy már becsülete sem volt már senkinek előtte, hacsak szentháromságtagadó nem volt, végzést is írva az 1566. esztendőben Szent András napjában, hogy az erdélyi birodalomban mindenek Blandrata Györgytől függjenek s a tőle választott papoktól hallgassanak, akik pedig ezeket háborítanák, mint hitetlenek, úgy büntetődjenek.. E végzés mellé nem akarának állani a csíki székelyek; kerülgeti őket János király ígéretekkel s fenyegetésekkel is, de úgysem mehetne semmire velük; felmérgelődék azért s a következő 1567. esztendőben sok fegyveres népet bocsájta rájuk, hogy erőszakosan kitérjenek az igaz hitből. Vala Alfalúban egy buzgó lelkű, istenfélő megyés pap, István nevű. Ez jobbán is felbiztatá állhatatosságra a népet. Elszánák magukat, vagyonukat és életüket a régi szent hitüknek oltalmára s halálra lőnek készebbek, mint attól elszakadásra. Azt végezték, hogy ily utolsó veszedelemben az egész nép fejenként, kicsinytől fogva nagyig, házaikat, mindenüket odahagyván, e szentképhez gyülekezzenek s egy-szívvel-lélekkel könyörögjenek az Istenhez, hogy szentséges Édesanyjának- a magyarok régi Nagyasszonyának- érdemeiért tekintse őket ilyen nagy szükségükben. Egybe is gyülekezvén ... s köszönték a boldogságos Szűzet az ő szentképében s alázatosan kérték, hogy segítené meg őket s nyerne malasztot szent Fiától a közelgő veszedelmek elhárítására. Híre érkezik azonban, hogy Udvarhely felől nyomulnának feléjük a hadak; ennélfogva kiválogatták maguk közül, valaki csak fegyvert foghatott s rendbe állították őket az ott kiterjedt szép mezőre; a fehérnépekre, az öregeknek, a gyermekeknek megparancsolták, hogy míg odajárnak, ezen helyről el ne távozzanak, hanem imádják Istent és kérjék, hogy tőlük a malasztot Anyjának érdemeiért mennyei segítségét meg ne vonja. A fegyveres nép hasonlóképpen imádkozva, eléje kezd vonulni János király hadának. Szembe találkozván, fegyverre kele közöttük a dolog, nem hagyá Isten az igaz ügyet, felülfordulának a csíkiek s a király hadának jórészét levágták, a többi nyakra főre visszaszalada. Elvégződvén a verekedés, visszafordulnak hazafelé a csíkiek mikor közelgettek volna a klastromhoz, eléjök ment az ottan maradott nép, kimondhatatlan örömmel fogadták egymást s együtt zengő dicséretekkel a templomba sietének, hol a nagyhatalmú Szűznek szép képe előtt hálát adának az Úristennek, hogy őket az igaz hit üldözőitől megmentette. Történék a dolog 1567-ben pünkösd szombatján. Annak emlékezetére most is minden esztendőben azon napon egybegyűlnek oda, de nemcsak Csíkból.A Nagyerdőn ezen ütközet helyén, az ú. n. Lónyugtató nevű helyen előbb egy kőkereszt, aztán egy fakereszt állott. Ma a csata emlékét a zárda előtti téren levő Nepomuki Szent János-kápolna homlokzatán egy kőtábla található e felírással: „ Emlékére azon győzedelemnek, melyet 1567 pünkösd szombatján ezen helyen nyert ifjabb János Zsigmond király hada ellen az maga szent hitét védelmező székely nép. Ezen alkotmányt emelte sepsiszentiványi Liber báró Henter Antal az Krisztus rendjének aranykeresztes vitéze, az apostoli királyi és császári Felség aranykulcsos híve s nemes anya Udvarhelyszék főkirálybírája. A győzelem annyira döntő volt, hogy Csíkot azután katolikus vallásában sem maga János Zsigmond, sem más nem háborgatta. Az 1591-es erdélyi országgyűlés a csíkiak vallásszabadságát törvénybe iktatta ( Erdélyi Országgyűlési Emlékek ): „ A csíkbeli klastrom több odavaló helyekkel együtt, miért, hogy onnét ezideig is semminemű időben a római vallás ki nem irtódott, az odabéli atyánkfiainak lelkiismeretek megnyugtatására maradjanak ezen állapotban, mint ekkoráig voltak.”

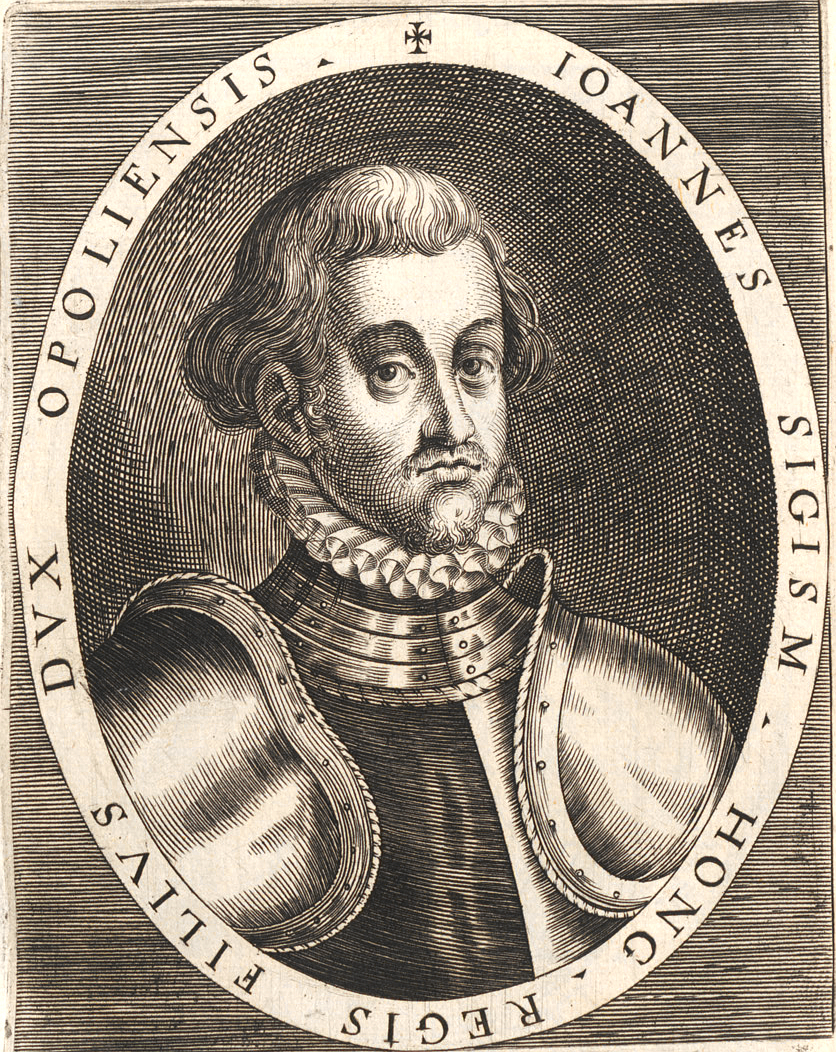
János Zsigmond erdélyi fejedelem, II. János néven magyar király

A búcsút kiváltó történelmi események megalapozottsága azonban vitatott, hiszen az Erdélyi Unitárius Egyház egy évvel később, 1568-ban, a tordai országgyűlés vallásügyi határozata nyomán alakult meg. Az akkori erdélyi fejedelem, János Zsigmond engedélyezte a hitvitázást, és a tordai vallásügyi határozat elfogadtatásával a korabeli Európában példátlan módon hozzájárult a felekezetközi feszültségek csökkentéséhez. Ő maga 1565-től a reformáció híve, 1569-től az unitarizmus követője, aki felekezeti hovatartozását nem kötötte össze a más vallásúak üldözésével. Nevéhez fűződik a bevett vallások rendszere, amely alapján az országgyűlés a római katolikus egyház mellett rendre bevett egyházaknak ismerte el a reformációból eredő protestáns felekezeteket. 1568-ban, a tordai országgyűlés vallásügyi határozata nyomán megalakult Erdélyi Unitárius Egyház megalapítójának és első püspökének, Dávid Ferenc tevékenységének hatására Erdély magyar lakosságának mintegy fele csatlakozott az unitárius egyházhoz. A tordai országgyűlés négy vallás – a katolikus, evangélikus, református és unitárius – szabadságát és egyenjogúságát mondotta ki.
A fentiek értelmében elképzelhetetlen, hogy az a nyitott szellemiségű fejedelem, akihez az 1568. évi világhírű vallásszabadság törvénye fűződik, 1567-ben a még nem létező unitárius egyház részéről erőszakkal lépett volna fel a székelyföldi katolikusok ellen.
Az 1658-ban kezdődő és egészen 1661-ig tartó török–tatár támadások súlyos csapást jelentettek az erdélyiek számára. Jelentős területeken kipusztították a magyar lakosságot. 1661-ben a török–tatár csapatok a templomot és a kolostort is felgyújtották, de belső berendezése a Szent Antal-oltár és a Mária-szobor megmenekült a pusztulástól.

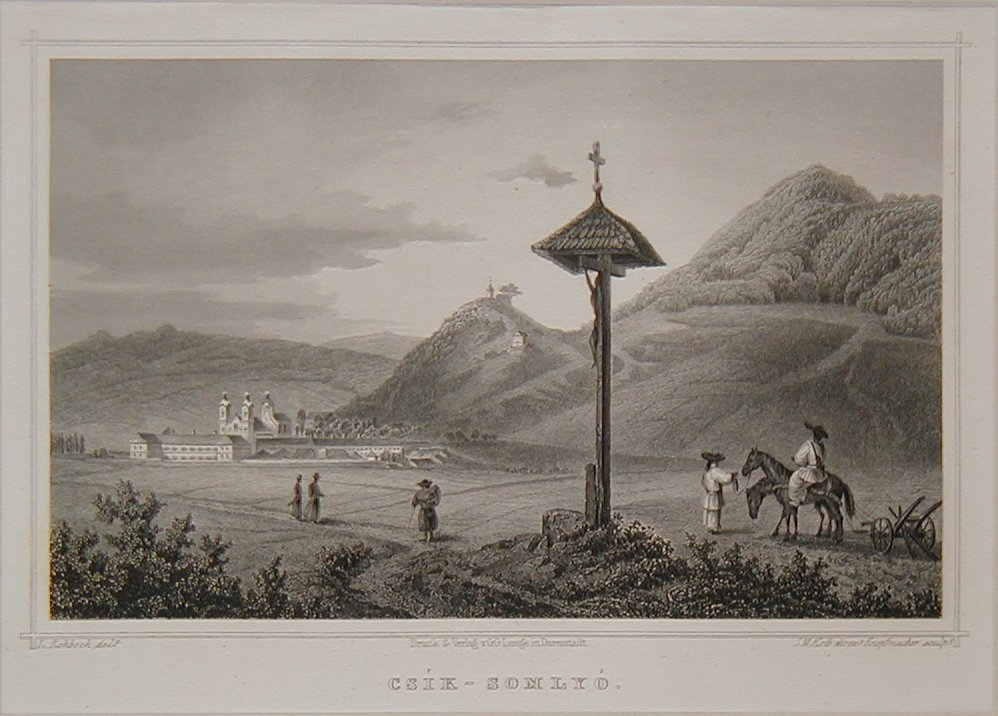
Csíksomlyó látképe (1856)

A Csíki Lapok többször is írt a csíksomlyói búcsúról:
A csiksomlyoi bucsu. E kegyeletes vallásos ünnepélyre vármegyénkből és a szomszédos megyékből az idén is nagy számban gyültek össze a hivők. A rendes körülmények között csendes Csik-Somlyót szokatlan jövés-menés és zaj tette élénkké már az ünnepet megelőző napokban. A vásárosok, épen mint egy sokadalomra, igen nagy számban gyültek össze s minden felhasználható teret beépitettek sátrakkal és árus bodékkal.
A tulajdonképeni bucsusok már pénteken este gyülekezni kezdettek, a nagyobb rész azonban szombaton érkezett meg, mig a vármegye közeli helyiségeiből csak ünnep első napján vonultak fel. A megjelentek összes száma 8-10 ezeret tesz ki. Az áhitatos szertartások szép idő mellett folytak le  úgy szombaton, mint vasárnap délelőtt.
A bucsuk alkalmával szokásos rendzavarások, összekoczczanások az idénről sem maradtak el, de a kivonult erélyes csendörség a keletkező zavarokat dicséretre méltó buzgalommal már csirájában elfojtotta. A haza vonuló bucsusokat jótékony meleg eső áztatta meg, mely kisebb-nagyobb megszakitással a gazdák nagy örömére mindkét ünnep napon tartott.
A pünkösti bucsura az idén is nagy számban sereglettek össze a hivők. A megjelentek számát mintegy 12-15 ezerre becsülik. A szombati kivonulásnak szép idő kedvezett, de ünnep első napján a kivonulást az esős idő zavarta meg.
Szombaton délután a vecsernye megtörténtével Antal József csikszentléleki plébános tartott lendületes prédikácziót, ünnep első napján a szent misét Murányi Kálmán főesperes az egyházi szónoklatot Markaly Antal csikszentgyörgyi plébános tartotta.
A csíksomlyói búcsú Románia kommunista diktátorának, Nicolae Ceaușescunak az 1989-es bukása után nemcsak az erdélyi, de a világ keresztény magyarságának ökumenikus közös nemzeti kegyhelyévé és találkozóhelyévé vált.
Hargitafürdő határában magasodik a Tolvajos-tető, ahol ma három nagy kereszt áll 896, 1896 és 1442-es évszámokkal, a honfoglalásra, Márton Áron születésére és a búcsú első írásos említésére emlékezve.

## A búcsú hagyományos szokásrendje
A fentiek emlékére gyűlik össze minden év pünkösd szombatján a katolikus székelység, és a Kissomlyó-hegyén nyírfaágakkal ékesített zászlókkal körmenetet tart. Az egykori eseményre emlékezve az is hagyomány, hogy a gyergyóalfalvi keresztalja megy a menet elején. A menet legértékesebb tárgya a főoltár bal oldalán látható labarum, mely az ókorban, Nagy Konstantin császár idején a győzelem jelképe volt. A pünkösdszombati körmenetben ezt a menet központjában viszik a körmenetet vezető püspök előtt. A 36 kg súlyú jelképet a hagyomány szerint, a csíkszeredai Segítő Mária Római Katolikus Gimnázium két legjobb végzős diákjának tiszte vinni a szabadtéri mise helyszínére tartó menetben és az ünnep utáni visszatéréskor is. A labarum előtt a gimnázium diákjai viszik az ünnepi körmenet közepén, a papságot körbefogó kordont is.
1990-ben újraélesztették a körmenet hagyományos rendjét, és ezt még két évig, 1992-ig tartották is, úgy, hogy a keresztalják hagyományos sorrendjét is tudatták a zarándokokkal. 1993-tól kezdődően azonban az egyre nagyobb zarándoktömeget már nem lehet a hagyományos módon szervezni, ezért pünkösd szombatján a délutáni katolikus misét szabad téren, a kegytemplomtól 700 méterre lévő Kissomlyó-hegy és a Nagysomlyó-hegy közötti nyeregben tartják meg. Ezt először egy ideiglenes emelvényen kialakított oltárnál tartották, majd P. Bartók Albert csíksomlyói ferences házfőnök elképzelései szerint, Makovecz Imre Kossuth-díjas budapesti építész útmutatásai alapján, Bogos Ernő csíkszeredai műépítész tervezésében 1996-ra elkészült a Hármashalom-oltár. Török Dénes  csíksomlyói mester vezette az építkezést, a szintén somlyói Gergely Mátyás végezte a kovácsoltvas munkát, a kőműves munkát pedig sepsibükszádi mesterek valósították meg. A búcsú helyszínének tere újrarendeződött, kiszélesítették az utakat, és a búcsú irányítói ismét a ferencesek lettek.
A menetet 1990-től kezdődően, 40 év kényszerű távolmaradás után, szokásosan a csángók zárják, a „fehér keresztalja”, amely a csángók hagyományos népviseletéről kapta nevét.
Amikor a menet a Kissomlyó-hegyen álló Salvator-kápolnához ér, eléneklik az Egészen szép vagy Mária című éneket, és így folytatódik tovább a körmenet.

### A bevonulás és a körmenet rendje
- Gyergyó: Gyergyóalfalu, Gyergyócsomafalva,  Gyergyóújfalu, Gyergyószentmiklós, Tekerőpatak, Kilyénfalva, Gyergyószárhegy Gyergyóditró, Orotva, Gyergyóremete.
- Felcsík: Csíkszentdomokos, Balánbánya, Csíkszenttamás, Csíkkarcfalva, Csíkjenőfalva, Csíkdánfalva, Csíkmadaras, Csíkrákos, Göröcsfalva, Vacsárcsi, Madéfalva, Csíktaploca, Csíkcsicsó, Csíkszereda, Zsögöd, Csíkszentmihály, Ajnád, Csíkszépvíz, Csíkszentmiklós, Borzsova, Csíkdelne, Csíkpálfalva, Csíksomlyó, Csíkcsomortán.
- A kordon és a papság

A menet közepén a hajdani ferences gimnázium kordont vivő diákjai állnak, akik közül az egyik, a laborifer viszi a csiksomlyói búcsú legfőbb szimbólumát, a Labarumot, amit a nép labóriumnak nevez. Ez a 36 kg súlyú, vaslemezekből összeszőtt díszes jelvény egykor a rómaiak harci zászlója volt. Régen a Labarum körül sötétlila menetszerű öltözetben nyolc kiváló énekes diák, az ún. faciger haladt, akik tanár vezetőjükkel az énekrendet kormányozták. Utánuk tanárok, paptanárok és ugyancsak a kordonon belül vonultak a ferences novíciusok is.
- Alcsík: Csíkszentgyörgy, Csíkbánkfalva, Csíkmenaság, Nagykászon, Kászonújfalu, Kászonjakabfalva, Csíkszentmárton, Csekefalva, Csíkszentkirály, Csíkszentimre, Csíkszentsimon, Csatószeg, Nagytusnád, Újtusnád, Tusnádfürdő, Csíkkozmás, Lázárfalva, Csíkmindszent, Csíkszentlélek.
- Felsőnyárádmente: Mikháza, Jobbágytelke, Székelyhodos, Ehed, Tiszló, Búzaháza, Deményháza, Nyárádköszvényes, Nyárádremete.
- Sóvidék: Szováta, Parajd, Korond.
- Udvarhely vidéke: Farkaslaka, Székelyszentlélek, Malomfalva, Székelyudvarhely, Bethlenfalva, Kadicsfalva, Oroszhegy, Székelyszenttamás, Fenyéd, Máréfalva, Kápolnás, Szentegyháza, Lövéte és a Homoród völgye, Zetelaka, Zetevárelja, Küküllőkeményfalva, Varság.
- Maros mente: Gyergyóhódos, Maroshévíz, Gyergyótölgyes, Borszék, Százrégen és környéke, Marosvásárhely és környéke.
- Háromszék: Gelence, Szentkatolna, Imecsfalva, Kézdiszentlélek, Szárazpatak, Kézdiszentkereszt, Bélafalva, Esztelnek, Kézdialmás, Lemhény, Bereck, Martonos, Nyújtód, Szászfalu, Sárfalva, Ozsdola, Kézdivásárhely, Torja, Futásfalva, Csernáton és környéke, Barót és környéke.
- Brassó és környéke
- Gyimesi csángók: Gyimesfelsőlok, Gyimesközéplok, Gyimesbükk, Háromkút, Kostelek, Gyepece és Magyarcsügés.
- Moldvai csángó magyarok[18][19]

## A búcsú mottója

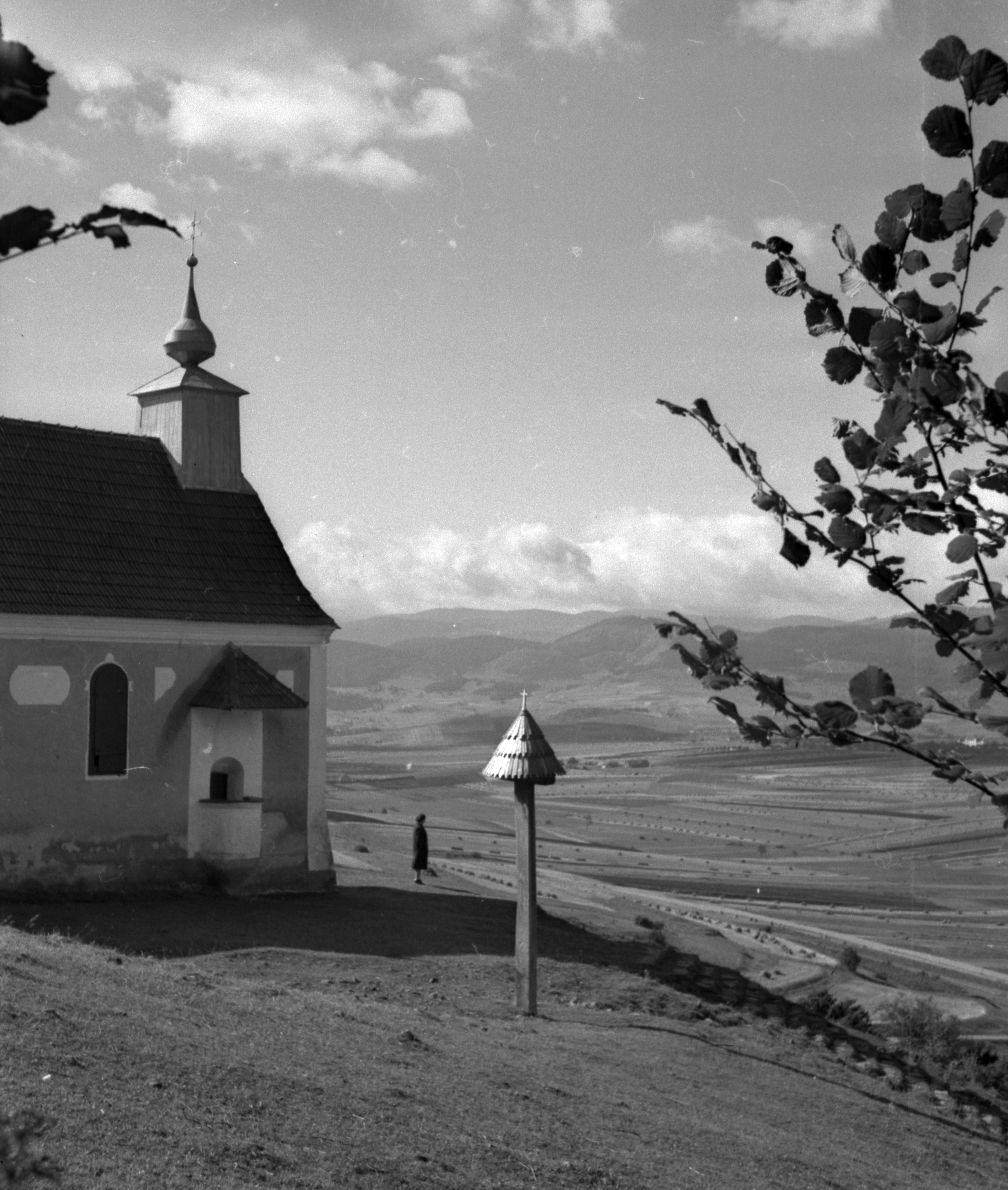
A csíksomlyói Szent Antal-kápolna 1941-ben

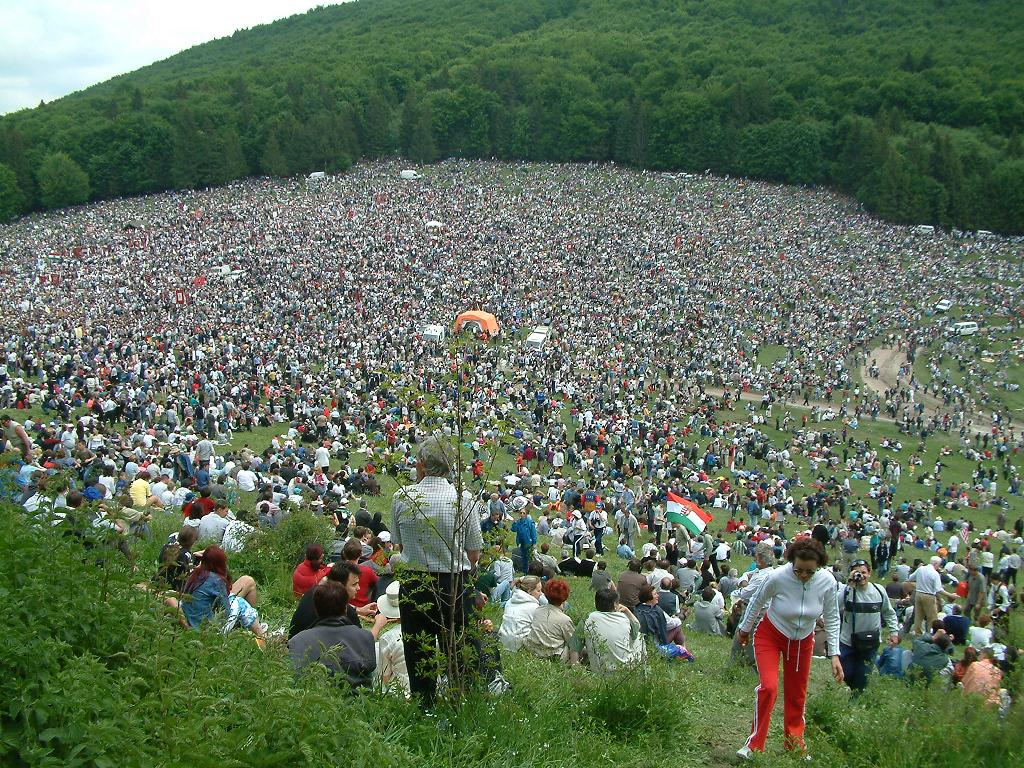
A csíksomlyói zarándokok tömege 2004-ben

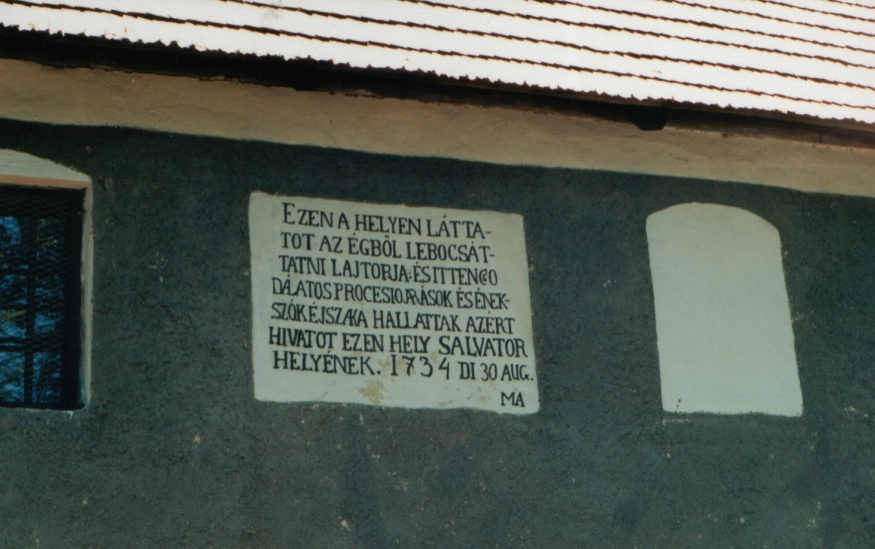
Csíksomlyó, felirat a Salvator kápolna oldalán

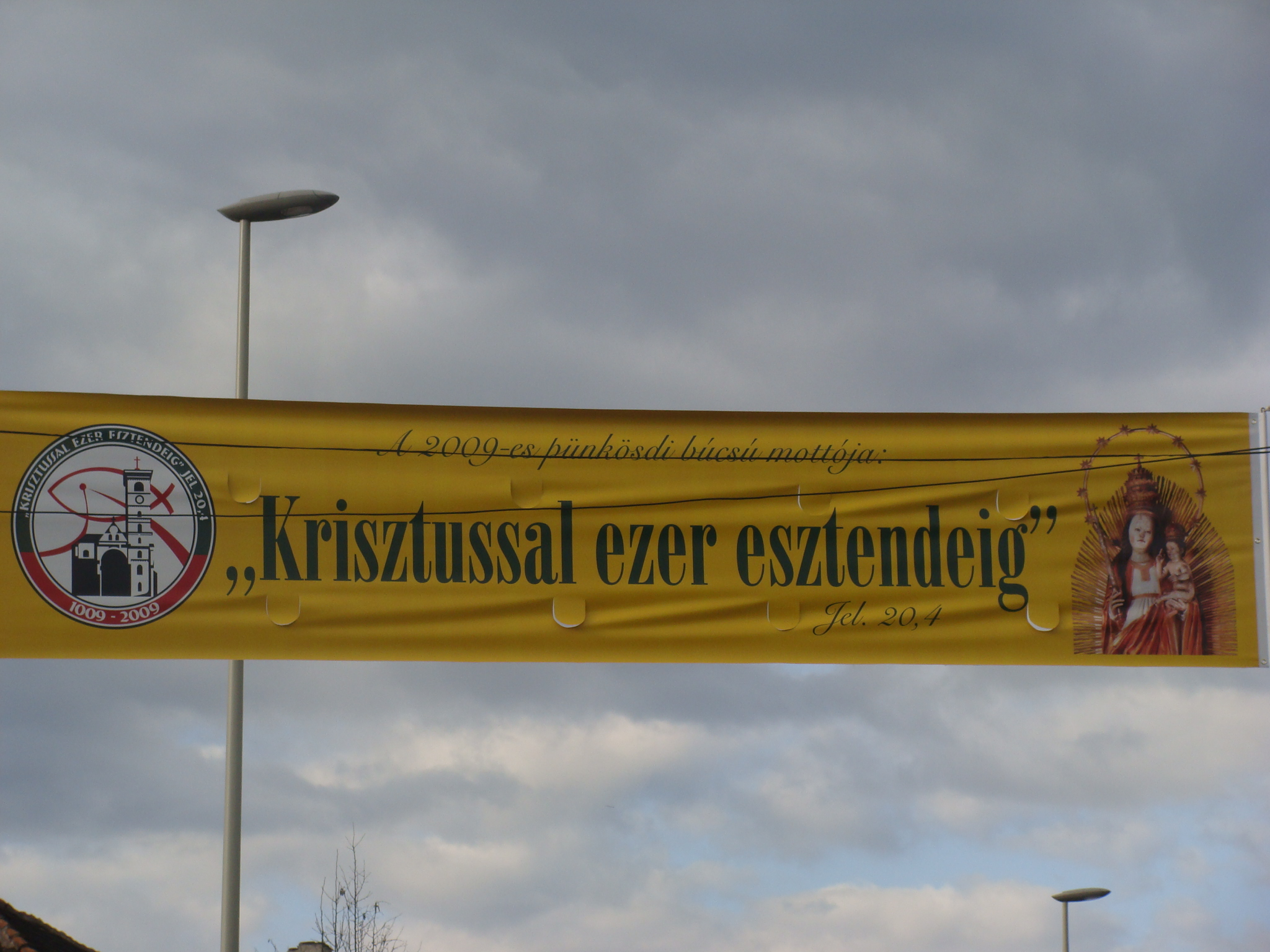
A 2009-es csíksomlyói búcsú mottóját megjelenítő felirat
Krisztussal ezer esztendeig

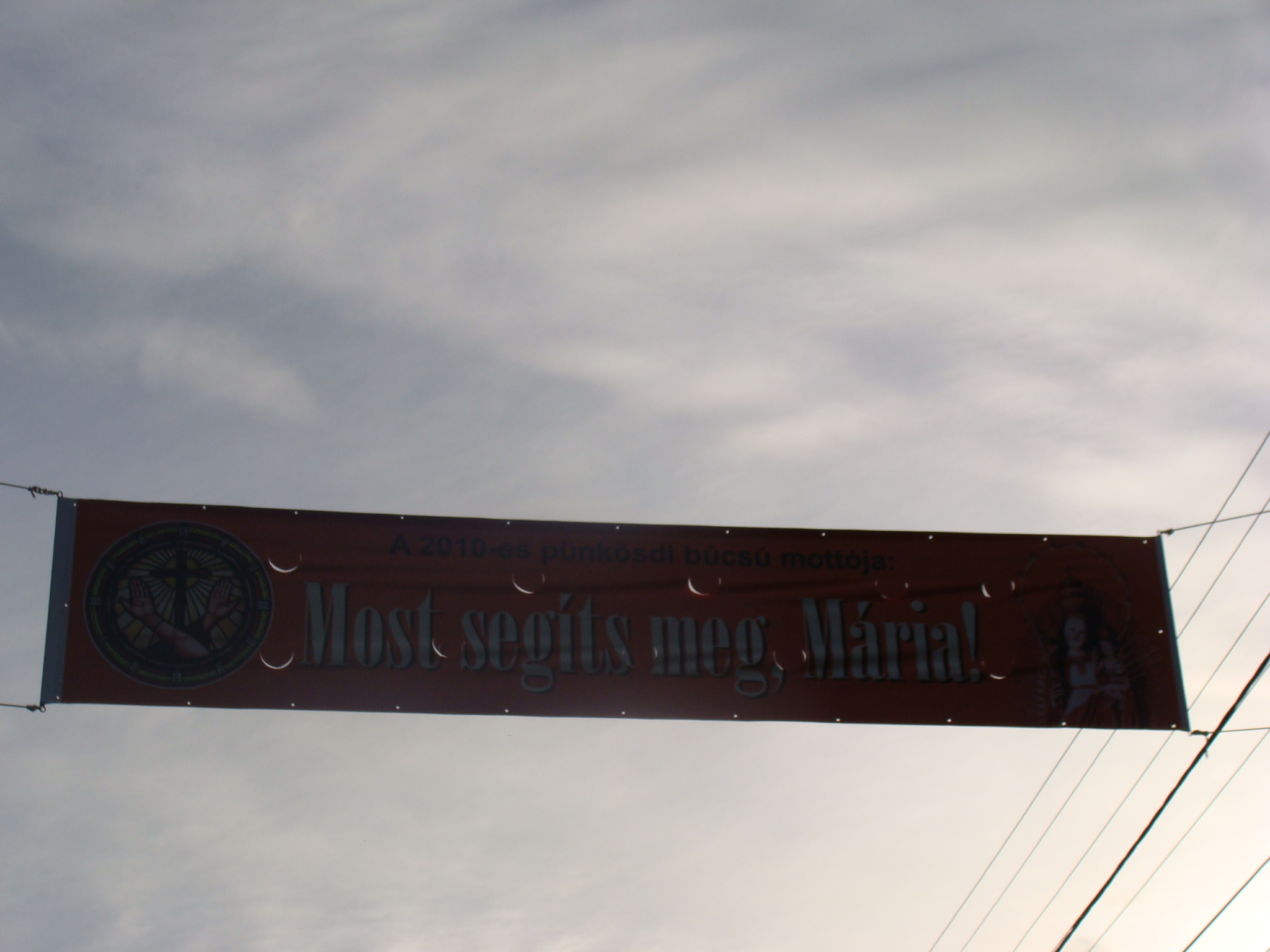
A 2010-es csíksomlyói búcsú mottóját megjelenítő felirat
Most segíts meg, Mária!

- 2002: „Törekedjetek rá, hogy a béke kötelékével fenntartsátok a lelki egységet!”[mj 1]
- 2003: „Tegyetek meg mindent, amit csak mond!”[mj 2]
- 2004: „»Asszony íme, a te Fiad!«, aztán így szólt a tanítványhoz: »Íme, a te Anyád!«”[mj 3]
- 2005: „Maradj velünk, Uram!”[mj 4]
- 2006: „Szent Fiadat Boldogasszony kérd e népért!”[mj 5]
- 2007: „Magasztalja lelkem az Urat!”[mj 6]
- 2008: „Egészen szép vagy, Mária!”[mj 7]
- 2009: „Krisztussal ezer esztendeig”[mj 8]
- 2010: „Most segíts meg, Mária!”[20][21]
- 2011: „Mária által, Jézushoz”[22]
- 2012: „Máriával, Jézus anyjával”[mj 9][23][24]
- 2013: „Boldog vagy, mert hittél.”[mj 10]
- 2014: „Boldog a méh, amely Téged hordott.”[mj 11][25]
- 2015: „Oltalmad alá futunk”[26]
- 2016: „Üdvözlégy, Úrnőnk, irgalmasságnak asszonya!”[27]
- 2017: „Tarts meg minket őseink szent hitében!”[28]
- 2018: „Legyen nekem a Te igéd szerint”[mj 12][29]
- 2019: „Íme, az Úr szolgálóleánya”[mj 13]
- 2020: „A Szentlélek száll le rád.”[mj 14]
- 2022: „Pax et bonum, béke és jóság.”[30]
- 2023: „Üdvözlégy, ki szűz lévén templommá lettél!”[30]

## Érdekességek
- 2008 augusztusában egy zarándok az ausztriai Mariazell városából elindult, hogy közel 1400 kilométer megtételével, a következő évben, 2009-ben részt vehessen a csíksomlyói búcsún.
- 2008-tól kezdődően a magyar fővárosból, Budapestről minden évben indul különvonat Székely Gyors néven Székelyföldre, hogy a zarándokok is részt vehessenek a búcsún.[31]
- 2010-ben Magyarországról már két különvonat is indult, a második Csíksomlyó Expressz néven,[32] illetve 2012-től a Boldogasszony Zarándokvonat is jár a búcsúra.[33]
- A 2015-ös búcsún hozzávetőlegesen 250 000 zarándok vett részt.[34]

## Képtár

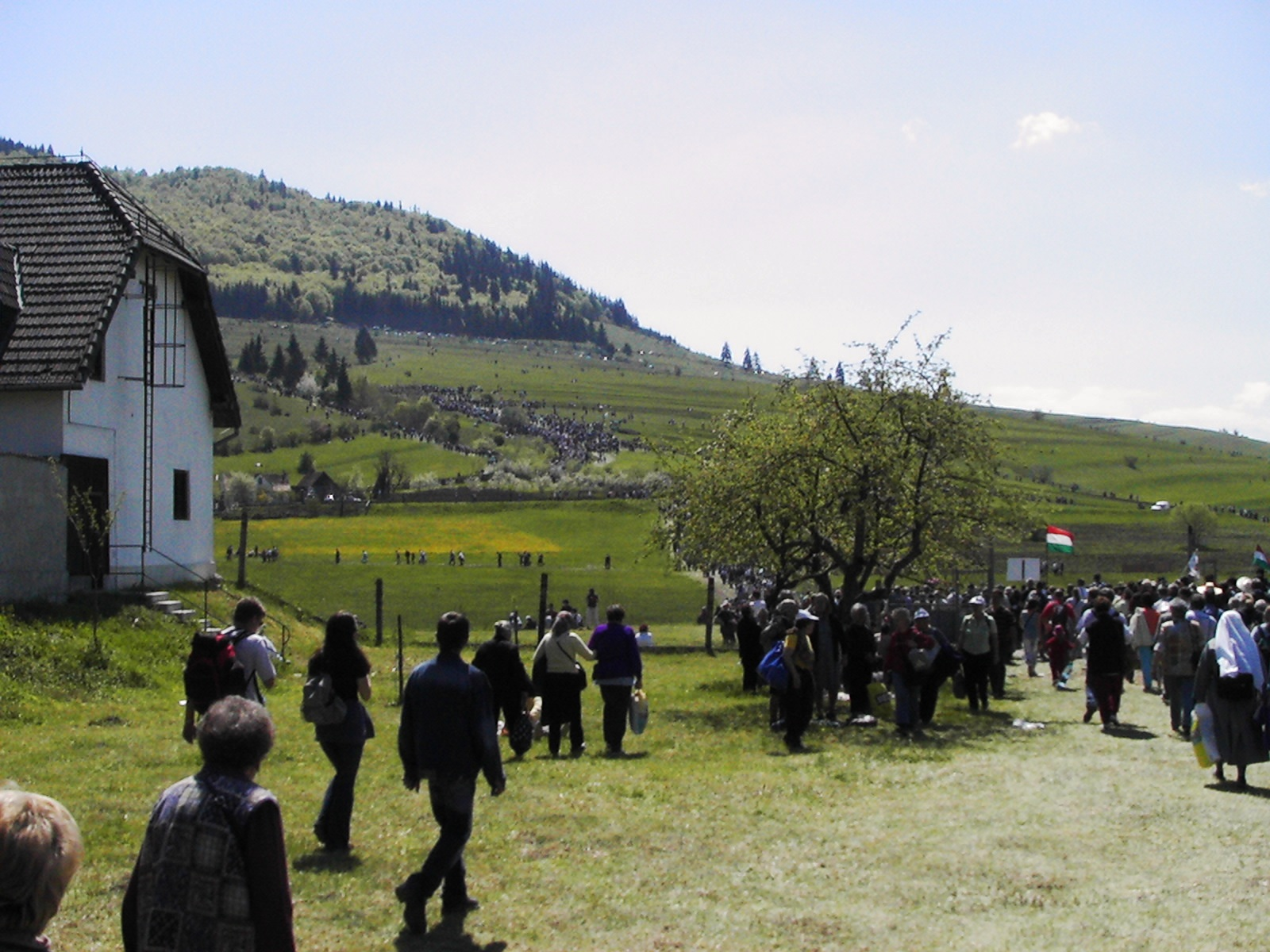
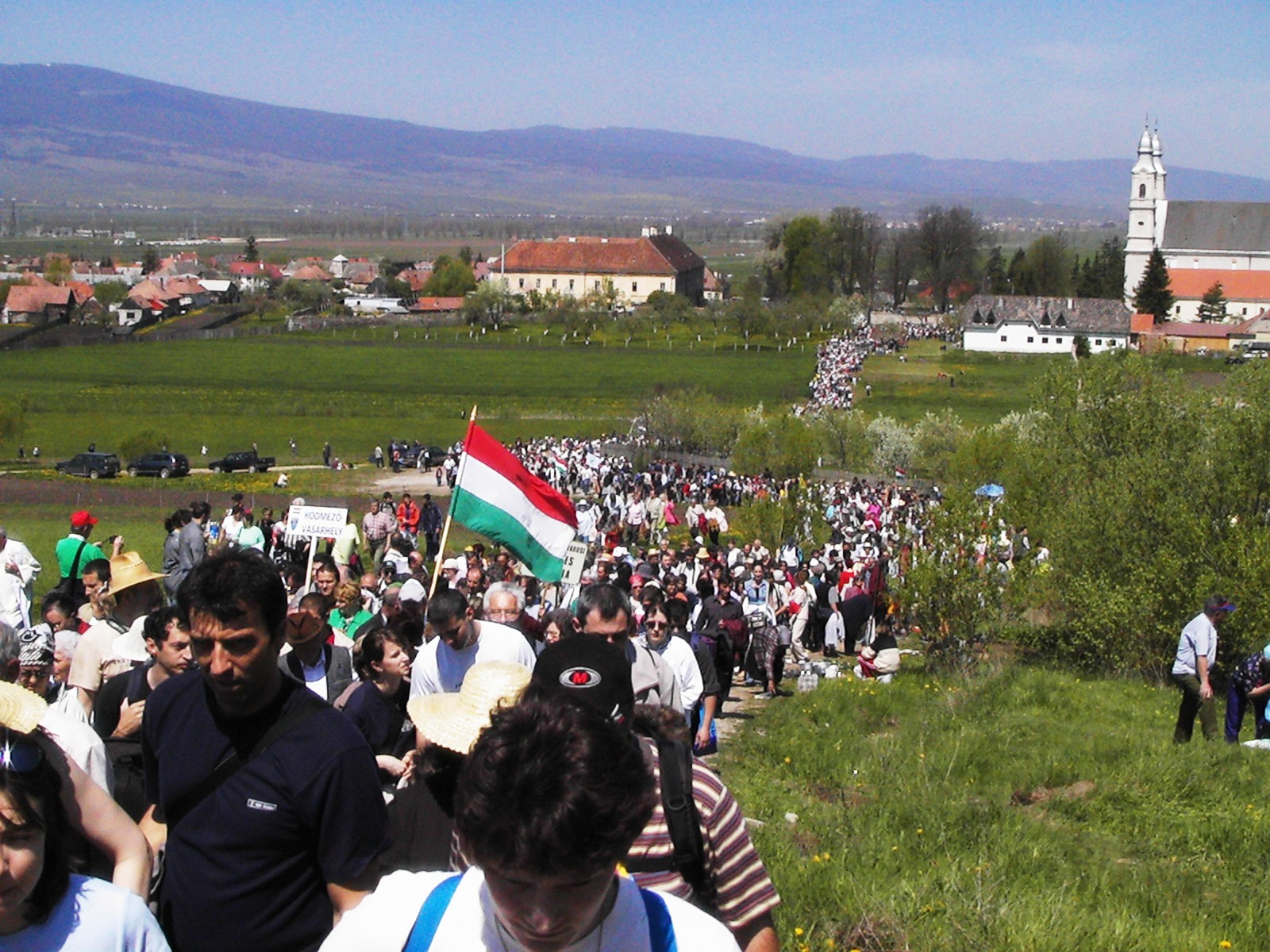
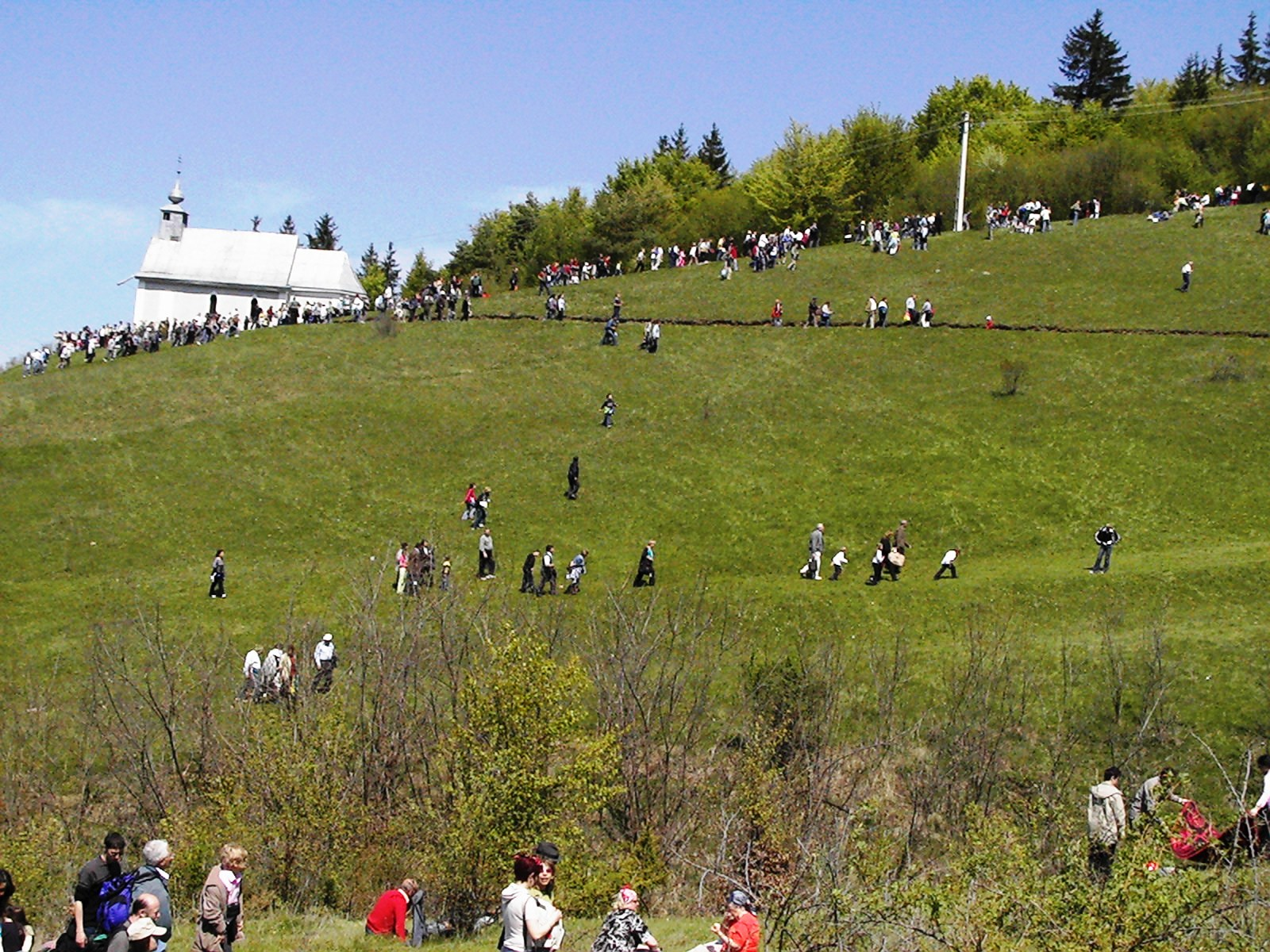
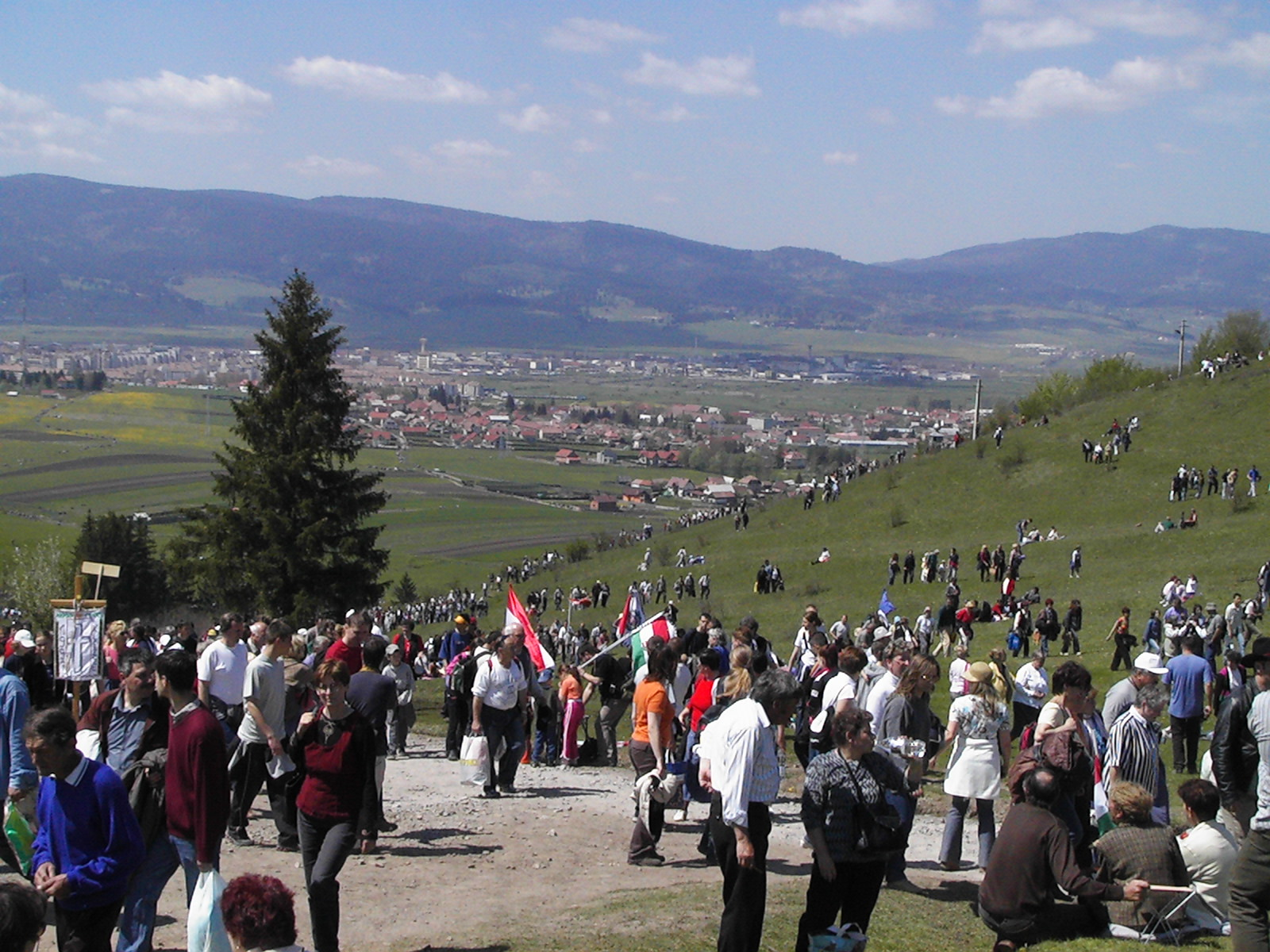
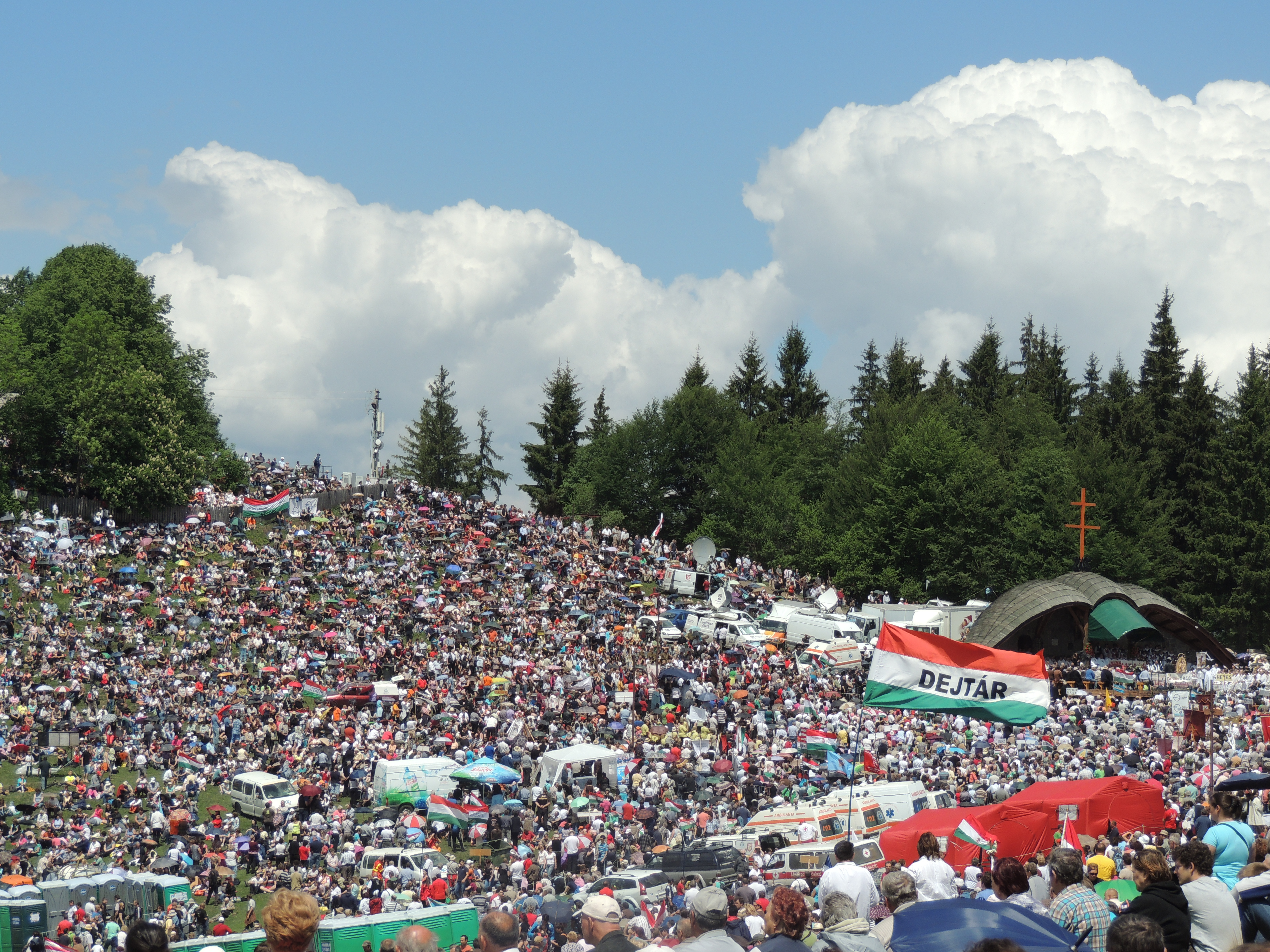